# Aneta Konieczek
Aneta Konieczek (8 de junio de 1997) es una deportista de Polonia que compite en atletismo. Participó en los Juegos Olímpicos de Tokio 2020, ocupando el decimosegundo lugar en su serie de los 3000 m obstáculos.